# حسن‌آباد منقشلی
حسن‌آباد منقشلی، روستایی از توابع بخش مرکزی شهرستان گلبهار در استان خراسان رضوی ایران است.

## جمعیت
این روستا در دهستان بیزکی قرار دارد و براساس سرشماری مرکز آمار ایران در سال ۱۳۸۵، جمعیت آن ۳۴ نفر (۱۰خانوار) بوده‌است.